# Smukłodziobek cynamonowy
Smukłodziobek cynamonowy (Hemitriccus cinnamomeipectus) – gatunek małego ptaka z rodziny muchotyranikowatych (Pipromorphidae). Występuje w północnym Peru oraz południowo-wschodnim Ekwadorze. Nie jest zagrożony wyginięciem. Opisany po raz pierwszy w roku 1979.

## Taksonomia
Gatunek opisali po raz pierwszy John W. Fitzpatrick i John P. O’Neill w roku 1979 na łamach czasopisma „The Auk”. Nadali mu nazwę naukową Hemitriccus cinnamomeipectus (obecnie nadal obowiązującą). Smukłodziobek cynamonowy tworzy nadgatunek ze smukłodziobkiem oliwkowym (H. mirandae) oraz burym (H. kaempferi); przypuszczalnie także z czarnobrodym (H. granadensis). Monotypowy.
Holotyp stanowi dorosły samiec zebrany w Cordillera del Cóndor na wysokości 2200 m n.p.m. (koordynaty: 5°02′S 78°51′W/-5,033333 -78,850000), 20 lipca 1976. Przekazany został do Amerykańskiego Muzeum Historii Naturalnej i oznaczony numerem 812797. Przynależność do rodzaju Hemitriccus (tyrankowate) ustalono na podstawie małej wielkości, matowozielonej barwy grzbietu, skrzydeł i ogona oraz długiego, nieco płaskiego dzioba.

## Morfologia
Długość ciała wynosi około 10 cm, masa ciała 6,5–8,5 g. Pozostałe wymiary dla holotypu: długość skrzydła 50,5 mm, środkowe sterówki 46 mm, długość skoku 19 mm, długość dzioba od wewnętrznego kącika nozdrzy po koniuszek dzioba 7,2 mm. Dalszy opis także dotyczy holotypu. Wierzch ciała oliwkowozielony, ciemniejszy i brązowawy z wierzchu głowy i na karku. Kantarek, szeroka obrączka oczna i pokrywy uszne cynamonowe. Na policzku delikatna szara plama. Broda cynamonowa, na piersi przechodząca w intensywnie płową (choć angielska nazwa tego ptaka brzmi Cinnamon-breasted Tody-Tyrant, co oznacza płaskodziobego tyrana o cynamonowej piersi). Na spodzie ciała barwa płowa przechodzi w wyraźnie żółtą, na bokach nabierającą odcienia oliwkowego. Pokrywy podogonowe płowe. Skrzydła i sterówki szare, sterówki i lotki I rzędu wyraźnie obrzeżone żółtooliwkowo. Wewnętrzna chorągiewka najbardziej wewnętrznej lotki II rzędu niemal biała, najbardziej wewnętrzna lotka III rzędu biała u nasady. Lotki II rzędu obrzeżone oliwkowozielono. Tęczówki brązowe, nogi i stopy różowoszare, górna szczęka ciemnoszara, dolna różowoszara.

## Zasięg występowania
Zasięg występowania oszacowany został przez BirdLife International na 33 400 km². Obejmuje południowo-wschodni Ekwador (prowincja Zamora-Chinchipe, w 2004 roku odkryty także w prowincji Morona-Santiago) oraz północne Peru – w Cordillera del Cóndor (Region Cajamarca), Cordillera de Colán (Region Amazonas) oraz Abra Patricia (Region San Martín).

## Ekologia
Środowisko życia stanowią gęste, skarłowaciałe i wilgotne lasy mgliste, także zarośla bambusów Chusquea. Spotykany zazwyczaj na wysokości 1700–2200 m n.p.m. W kwestii zachowania słabo poznany gatunek. Autorzy oryginalnego opisu wspomnieli o ptaku, który na wysokości 1,5–2 m nad ziemią zbierał zdobycz z pobliskich liści; określili sposób zbierania pożywienia jako szybkie wypady. Obserwowano również smukłodziobka cynamonowego wraz z chronkami (Thamnophilidae) oraz innymi drobnymi ptakami. Jeden osobnik z Chinapinza (Ekwador) zdawał się bronić terytorium o długości koło 15 m (długość odizolowanego skrawka środowiska). Samica zebrana 20 sierpnia przechodziła pierzenie lotek. Odzywa się szorstkim terkoczącym d-d-d-rt, także pojedynczym, opadającym prrrrrrr.

### Lęgi

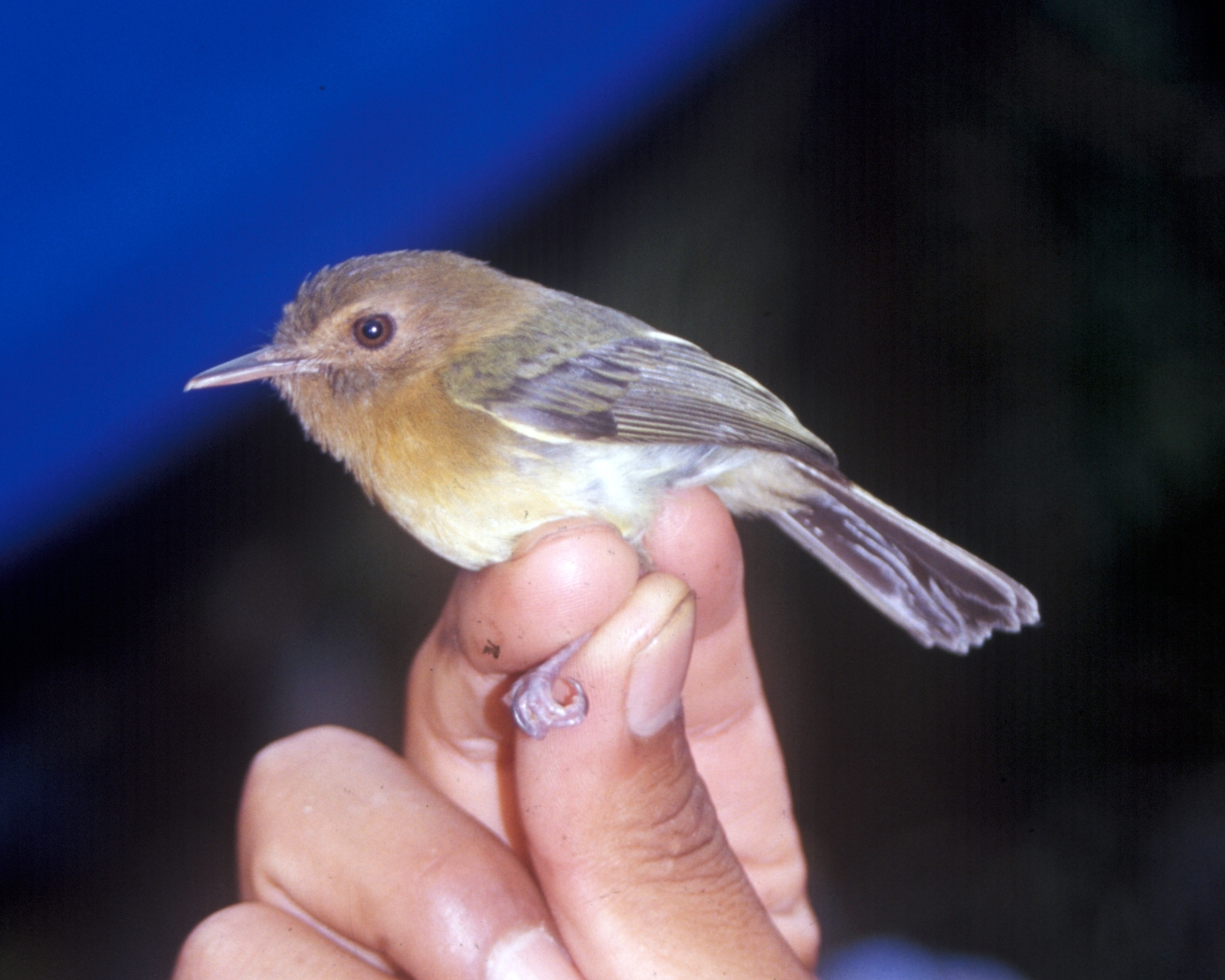
Wyraźnie widoczne brązowe tęczówki

Cztery z siedmiu osobników zebranych przez autorów pierwszego opisu, między 25 lipca a 27 sierpnia, miały rozwinięte gonady, co wskazywało na ich kondycję rozrodczą, a więc i możliwy okres lęgowy. 27 sierpnia zaobserwowano młodego ptaka. Poza tym brak danych.

## Status i zagrożenia
Przez IUCN od 2019 roku smukłodziobek cynamonowy klasyfikowany jest jako gatunek najmniejszej troski (LC, Least Concern); wcześniej, od 2012 roku uznawany był za narażony na wyginięcie (VU, Vulnerable), a jeszcze wcześniej za gatunek bliski zagrożenia (NT, Near Threatened). W 2019 roku liczebność populacji szacowano na 20–50 tysięcy dorosłych osobników. Zagrożenie dla gatunku stanowi wylesianie Cordillera de Colán, celem założenia upraw konopi i kawowców. W Cordillera del Cóndor środowisko niszczone jest przez wydobywanie złota oraz krzemu. Smukłodziobek cynamonowy występuje w 8 obszarach rozpoznanych jako ostoje ptaków IBA.